# Décembre 1926

## Événements
- 5 décembre : Médine capitule. Le dernier Hachémite, Ali, fils de Hussein, quitte le Hedjaz fin décembre.

- 7 décembre : premier vol du Bartel BM-2.

- 16 décembre, Portugal : création de la Police d’information.

- 17 décembre : coup d’État de l’armée et les nationalistes lituaniens dirigés par le conservateur Antanas Smetona. Tous les libéraux et les députés de gauche sont expulsés du Seimas. L’assemblée désigne Smetona comme président de la République et Augustinas Voldemaras comme Premier ministre.

- 29 décembre, France : l’Église condamne le mouvement des Camelots du roi. Les catholiques qui liront l’Action française seront excommuniés.

## Naissances
- 1er décembre :
  - James Greene,  acteur américain († 9 novembre 2018).
  - Keith Michell, acteur australien († 20 novembre 2015).
- 2 décembre : Rudolph Polder, peintre néerlandais († 16 juillet 2016).
- 3 décembre : Ragnar Hvidsten, footballeur norvégien († 21 septembre 2016).
- 5 décembre : Bertrand Gagnon, comédien québécois († 2 mars 2007).
- 11 décembre : Big Mama Thornton, chanteuse de blues († 25 juillet 1984).
- 12 décembre : Étienne-Émile Baulieu, biologiste français († 30 mai 2025).
- 15 décembre :
  - Barry Driscoll : peintre et sculpteur britannique († 30 avril 2006).
  - Emmanuel Wamala : cardinal ougandais, archevêque émérite de Kampala.
  - Annette Mbaye d'Erneville, femme de lettres et journaliste sénégalaise.
- 23 décembre : Jorge Arturo Medina Estévez, cardinal chilien, préfet émérite de la Congrégation pour le culte divin († 3 octobre 2021).
- 26 décembre : Gina Pellón, peintre cubaine († 27 mars 2014).
- 31 décembre : Paolo Magnani, prélat catholique italien († 5 novembre 2023).

## Décès
- 2 décembre : Gérard Cooreman, homme politique belge (° 25 mars 1852).
- 5 décembre : Claude Monet, peintre français (° 14 novembre 1840).